# Helen Tracy Lowe-Porter
Helen Tracy Lowe-Porter (15 de junio de 1876 – 26 de abril de 1963) fue una traductora y escritora estadounidense, conocida por traducir al inglés la mayoría de las obras de Thomas Mann en inglés.

## Vida personal
Helen Tracy Porter era hija de Clara Holcombe y Henry Clinton Porter. Ella fue sobrina de Charlotte Endymion Porter, editora de la revista de poesía Poet Lore y experta en Shakespeare, Elizabeth y Robert Browning. Tracy Porter se casó con el paleógrafo Elias Avery Lowe en el año 1911. La pareja vivió en Oxford; y en 1937, su nueva residencia se encontraba en Princeton, New Jersey. 
Su bisnieto es Boris Johnson, Primer ministro del Reino Unido.

## Carrera
Durante más de dos décadas, Lowe-Porter tuvo derechos exclusivos para traducir las obras de Thomas Mann del alemán al inglés. Se le concedieron estos derechos en 1925 por Alfred A. Knopf.

En el ensayo On Translating Thomas Mann, Lowe-Porter habló sobre las traducciones de las novelas de Mann y expresó algunos pensamientos sobre la traducción en general. Además, escribió en su traducción del segundo volumen de la serie de Mann, El joven José, que se vio obligada a utilizar un estilo que sería aceptable para los mercados británicos y americanos. También dijo, en su nota a su traducción de Der Zauberberg (La Montaña Mágica):
La violeta tiene que ser arrojada en el crisol, la obra de arte orgánica tiene que ser moldeada de nuevo en otra lengua.... Dado que en el acto creativo la palabra y el pensamiento es indivisible, la tarea parecía ser una ante la que la mente de los artistas se encoje y retroceden.
Escribió una obra de teatro original, Abdication, estrenada en Dublín en septiembre de 1948.

## Las traducciones de Thomas Mann
Las traducciones de Thomas Mann también incluyen las fechas (entre paréntesis) en que fueron publicadas en alemán. 
- Buddenbrooks (1901) 1924
- La Montaña Mágica (1924) 1927
- Muerte en Venecia (1913) 1928
- Mario y el Mago (1930) 1931
- Joseph y Sus Hermanos, incluidos:
  - I    Los Cuentos de Jacob (1933) 1934
  - II   El Joven Joseph (1934) 1935
  - III  Joseph en Egipto (1936) 1938
  - IV   Joseph el Proveedor (1943) 1944
- Historias de Tres Décadas 1936
- Los Amados Regresos  (1939) 1940
- La Cabeza Transportada (1940) 1941
- Ensayos de Tres Décadas 1947
- El Doctor Faustus (1947) 1948
- El Santo Pecador  (1951) 1951
- Un Boceto de Mi Vida 1960

## Reacción crítica
Durante décadas, las traducciones de Lowe-Porter sobre Mann fueron las únicas versiones que existían en el mundo de habla inglesa, aparte de las de Herman George Scheffauer. Mann expresó su agradecimiento a Lowe-Porter por su trabajo, apodándola "die Lowe" (la Lowe), pero también advirtió, "en la medida de mis suficientes conocimientos lingüísticos". El crítico Theodore Ziolkowski dijo de la traducción de Porter Los Buddenbrook:
Lowe-Porter prestó un valioso servicio al hacer disponible la novela de Mann a los públicos ingleses y americanos.
Otros comentarios sobre sus traducciones son los siguientes:
Las traducciones de Thomas Mann hechas por Porter, pese a errores inevitables en trabajos de tal longitud y complejidad, expresaron con eficiencia la ironía y el estilo del original.
Pese a las pequeñas inexactitudes, errores de lectura y posibles errores de juicio (de la cual forman parte todos traductores, digan lo que digan), las traducciones de Porter son muy apreciadas y se han convertido en clásicos con derecho propio, para estar junto a Constance Garnett Tolstoi y Dostoievski y Scott Moncrieff Proust. Es indiscutiblemente, tanto en cantidad como en calidad, una de las mejores traductoras de nuestro tiempo.

Thomas Mann y Proust tuvieron suerte  con sus traductores.
Los primeros críticos quedaron impresionados por la fácil lectura de Lowe-Porter y la magnitud de su trabajo. En la década de los 50 surgieron dudas sobre la exactitud de las traducciones, que culminaron con el estudio de Timothy Buck, que le llevó a concluir que constituían "versiones distorsionadas y disminuidas del trabajo de Mann" y que "la pérdida, no sólo de exactitud sino también de calidad, es incalculable". No sólo cometió errores básicos de comprensión en alemán, sino que también omitió y simplificó la característica sintaxis de Mann.
David Horton realizó una nueva valoración de las traducciones inglesas de Thomas Mann en el marco de estudios modernos de traducción descriptiva-analítica en la que Horton intenta ir más allá de la evaluación de la traducción literaria basada en los errores: examina varias versiones de Lowe-Porter, Luke y Bosque, y demuestra que la traducción de Lowe-Porter estaba en consonancia con la práctica predominante de la época.